# Renault Ondelios
O Ondelios é um modelo utilitário esportivo conceitual apresentado pela Renault da edição de 2008 do Paris Motor Show.